# Ramlar
"Ramlar" är en låt av den svenska popartisten Håkan Hellström, släppt som den andra singeln från albumet Känn ingen sorg för mig Göteborg den 9 oktober 2000. B-sidan heter "Ge mig arsenik", vilket är öppningsfrasen ur "Känn ingen sorg för mig Göteborg" och låten är just "Känn ingen sorg för mig Göteborg" i en demoversion med annat namn från november 1999. Singeln nådde som högst plats 33 på den svenska singellistan 2000.
Precis som med förra singeln gjordes det också en video till "Ramlar", som regisserades av Magnus Rösman 2000. Hellström skrev i en chatt på Aftonbladets hemsida den 22 december 2000 att denna video var roligare att spela in än den till "Känn ingen sorg för mig Göteborg". Inspelningen ägde rum i Barcelona samtidigt som han var full.

## Bakgrund
Likt förra singeln "Känn ingen sorg för mig Göteborg", kan det även i denna låt anas klara Eldkvarn-referenser; i första versen sjungs ord som "gatan fram" och "dans, dans, dans" - som är namnen på två gamla Eldkvarnlåtar. I raderna "Och jag var full och jag var dum, och jag ramlade på allt och jag föll för nån på en fest nånstans" kan man höra ekon av "Det var en gång, det var en fest och jag föll och jag steg så långt ner en människa kan sänka sig" från Eldkvarn-låten "Förgiftat blod".[källa behövs]
Det är oklart vilken eller vilka gator låten refererar till, men många tror att det är Andra Långgatan i Göteborg, en känd bargata. En skylt som utläser ”Ramlar gatan” sattes 2019 upp bredvid den officiella gatuskylten. Andra Långgatan omnämns även i Kom igen Lena! som är en av Hellströms mest populära låtar.

## Låtlista
Alla låtar skrivna av Håkan Hellström
1. "Ramlar" – 3:16
2. "Ge mig arsenik" (demo, nov -99)  – 4:39 (Tidig version av "Känn ingen sorg för mig Göteborg")

## Listplaceringar
| Lista (2000) | Topplacering |
| ------------ | ------------ |
| Sverige      | 48           |

### Fotnoter
1. ↑  Håkan Hellströms officiella webbplats - Diskografi Arkiverad 27 juli 2010 hämtat från the Wayback Machine.. Läst 17 juni 2010.
2. ↑  "Håkan Hellström chattade med läsarna" - Aftonbladet. Publicerad 22 december 2000. Läst 17 juni 2010.
3. ↑  ”Håkan Hellström-skylt väcker frågor – "farligt i en akutsituation"”. gaffa.se. https://gaffa.se/nyheter/2019/september/hakan-hellstrom-skylt-vacker-fragor-farligt-i-en-akutsituation/. Läst 7 mars 2024.
4. ↑  ”Håkan Hellström – Kom igen Lena!”. https://genius.com/Hakan-hellstrom-kom-igen-lena-lyrics. Läst 7 mars 2024.
5. ↑  Swedishcharts - Ramlar på den svenska singellistan